# Fiona Staples
Fiona Staples (Calgary, ...) è una fumettista canadese, nota per il suo lavoro su libri come North 40, DV8: Gods and Monsters, Thunder Agents, Archie e Saga. È stata descritta come una dei migliori artisti che lavorano nel settore. Ha vinto diversi premi come Eisner e Harvey Awards.

## Biografia

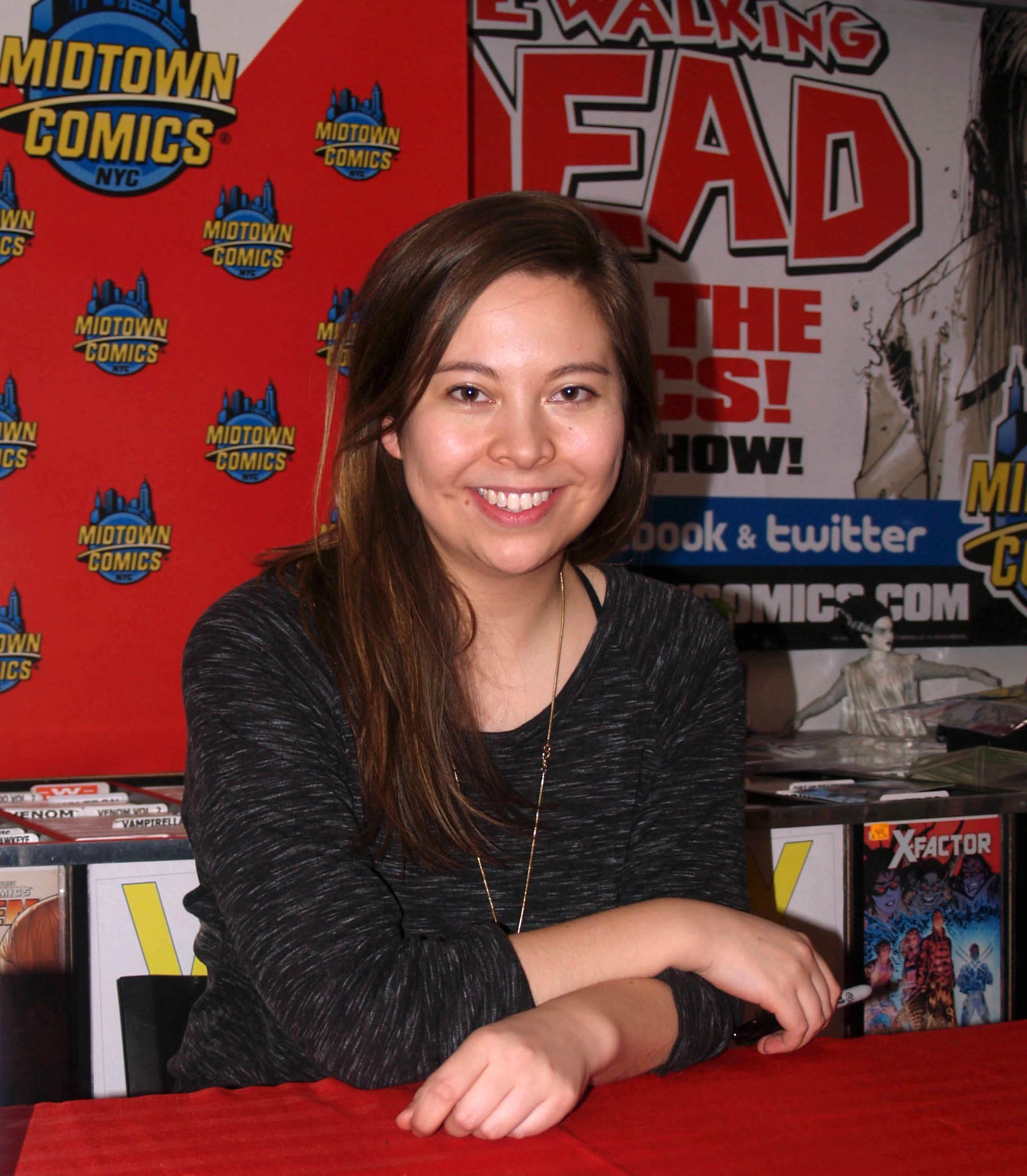
Fiona Staples fotografata da Luigi Novi

Staples è nata a Calgary, Alberta, dove ha frequentato l'Alberta College of Art and Design.
Tra i libri che hanno avuto un impatto fondamentale su Staples ci sonoThe Princess and the Goblin di George MacDonald, la serie Dragon of the Lost Sea di Laurence Yep, la serie Redwall di Brian Jacques e Le cronache di Narnia di CS Lewis.

## Carriera
Il primo lavoro pubblicato di Staples è stato "Amphibious Nightmare", un fumetto di 24 ore incluso nell'antologia About Comics 24 Hour Comics Day Highlights 2005. Il suo primo incarico in una serie è stato Done to Death del 2006, in cui ha lavorato con lo scrittore Andrew Foley per Markosia. È stata una degli illustratori del graphic novel Trick 'r Treat di WildStorm, un adattamento del film di Michael Dougherty, poi disegnatrice e l'inchiostratrice di The Secret History of the Authority: Hawksmoor, scritto da Mike Costa. Ha anche colorato i disegni di Frazer Irving per la storia del 2000 AD Button Man.

Nel marzo 2012 Image Comics ha pubblicato il primo numero di Saga, una serie concepita dallo scrittore Brian K. Vaughan. Staples è stata presentata a Vaughan dal loro comune amico, lo scrittore Steve Niles, con il quale Staples ha lavorato a Mystery Society. Vaughan, che non aveva incontrato Staples di persona fino a poco prima del loro panel al Comic-Con di San Diego del 2011, ha spiegato la sua scelta di Staples descrivendo la sua reazione alla prima vista del lavoro dell'artista, dicendo: 
 Staples è comproprietaria di Saga, e ha progettato il cast, le navi e le razze aliene nella storia. Fornisce anche copertine dipinte e scrive a mano la narrazione (usando la sua stessa calligrafia), che è il lavoro finale che fa dopo aver terminato l'opera d'arte su una pagina.
Nel 2015, Staples e lo scrittore Mark Waid sono diventati il team creativo per l'arco narrativo di tre numeri di apertura di Archie, rilanciato da Archie Comics, in occasione del 75º anniversario del personaggio. Staples, che in precedenza aveva creato diverse varianti di copertine per l'editore, ha contribuito con il suo caratteristico stile di disegno al posto dello stile della casa di Archie, e ha progettato "un nuovo look e un tono più spigoloso" per il fumetto di Archie, le cui trame ritraevano il personaggio più cupo, in situazioni più complicate, anche se non necessariamente per un pubblico strettamente adulto.

## Tecnica e materiali

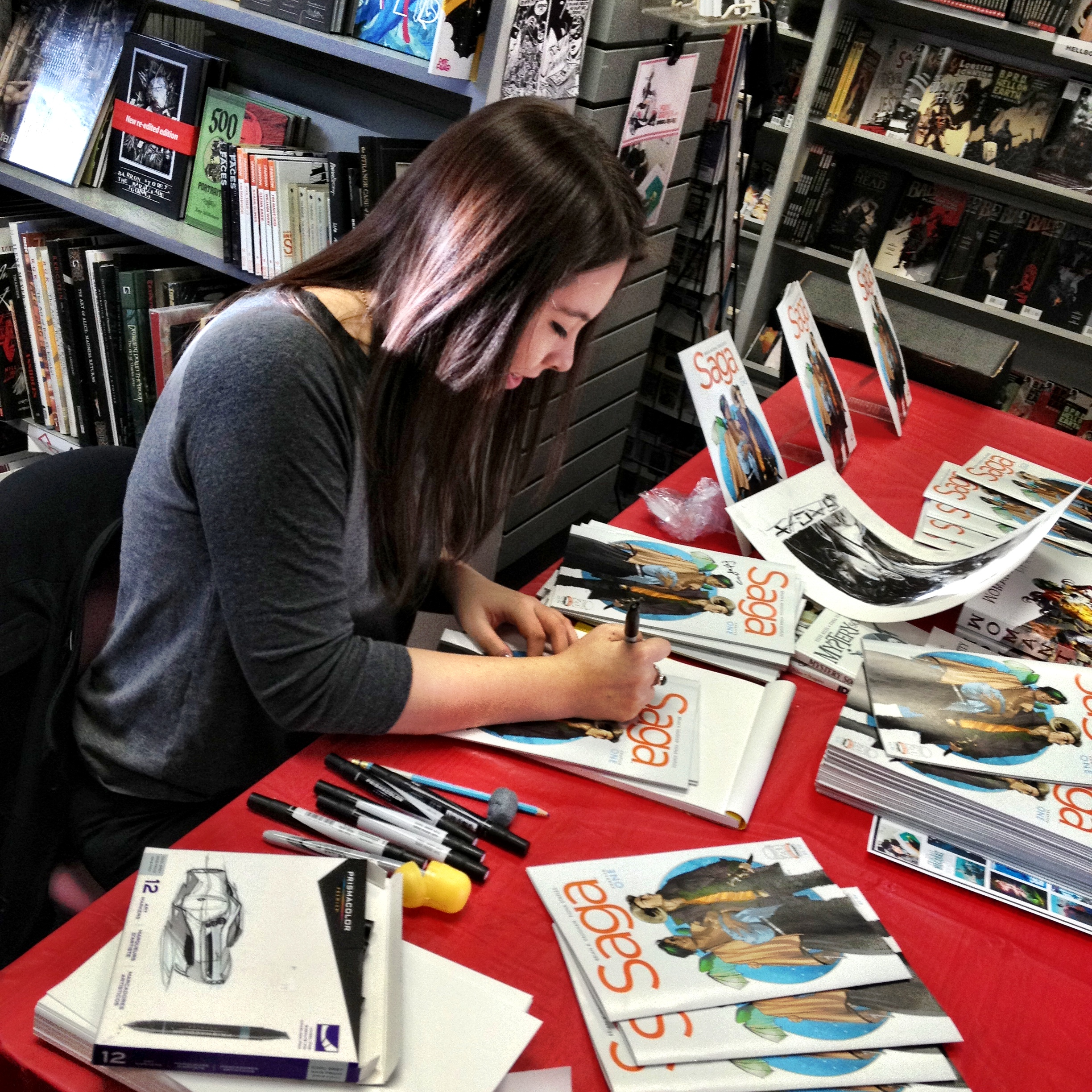
Staples presso Another Dimension Comics a Calgary, Alberta, Canada

All'inizio della sua carriera, Staples acquisiva i disegni tradizionali e li modificava in seguito in Adobe Photoshop. Successivamente ha iniziato a creare le sue opere interamente in digitale diversi anni prima di iniziare a lavorare su Saga, sebbene il suo processo per quella serie sia diverso da quelli precedenti, per i quali lo caratterizza come "un intenso esperimento in corso". Inizia con le miniature, disegnate approssimativamente su modelli di carta stampata. Durante questa fase Staples pensa molto ai layout e all'allestimento, rendendolo, nelle sue parole, la parte più importante del processo. Dopo aver scansionato le miniature, le ingrandisce e le usa come matite rudimentali e "inchiostra" su di esse in Manga Studio . Ha detto che il suo distributore d'arte è "perennemente deluso da lei", poiché i fan pagherebbero prezzi alti per inchiostri e matite.
Uno dei vantaggi che Staples vede nel lavorare in digitale è la capacità di fare a meno di matite strette a favore di apportare correzioni in modo ad hoc, poiché trova che disegnare a matita in modo molto dettagliato e ridisegnare tali opere d'arte una seconda volta con l'inchiostro, per essere noioso. In Saga, Staples inchiostra solo le figure a penna e inchiostro, utilizzando molti riferimenti fotografici autoscatti per finalizzare le pose, che non usa nella fase di anteprima. Quindi importa l'arte in Photoshop, che usa per dipingere gli sfondi interamente a colori,  per ottenere un aspetto ispirato ai videogiochi e all'animazione giapponese. All'Image Expo 2012, Staples ha descritto il processo attraverso il quale produce l'arte come un richiamo ai cel di animazione, in cui l'accento è posto su figure e sfondi. Il processo, secondo Staples, può richiedere molto tempo, a seconda della complessità dell'ambiente.
Per gli ambienti esterni, ha iniziato selezionando una tavolozza di colori e inizialmente bloccando le forme in modo approssimativo. Successivamente ha colorato le figure, usando colori piatti sia per rendere il processo più veloce sia perché sentiva che le figure dipinte nei fumetti potevano spesso sembrare "rigide" e difficili da "leggere" per il lettore rapidamente. Per le pagine che presentavano la narrazione del personaggio Hazel, Staples ha scritto il testo usando la propria calligrafia. Vaughan ha affermato che lo stile di Staples ha influenzato la direzione della storia. Le forme organiche della maggior parte della tecnologia della serie, ad esempio, come il razzo in legno dei personaggi principali, derivavano dall'avversione di Staples per il disegno di oggetti meccanici. Per progettare le varie ambientazioni planetarie della serie, Staples ha cercato ispirazione nel mondo reale, esagerando alcuni elementi. Alcune stanze del pianeta Cleave, ad esempio, sono state ispirate dall'architettura cambogiana.

## Critica

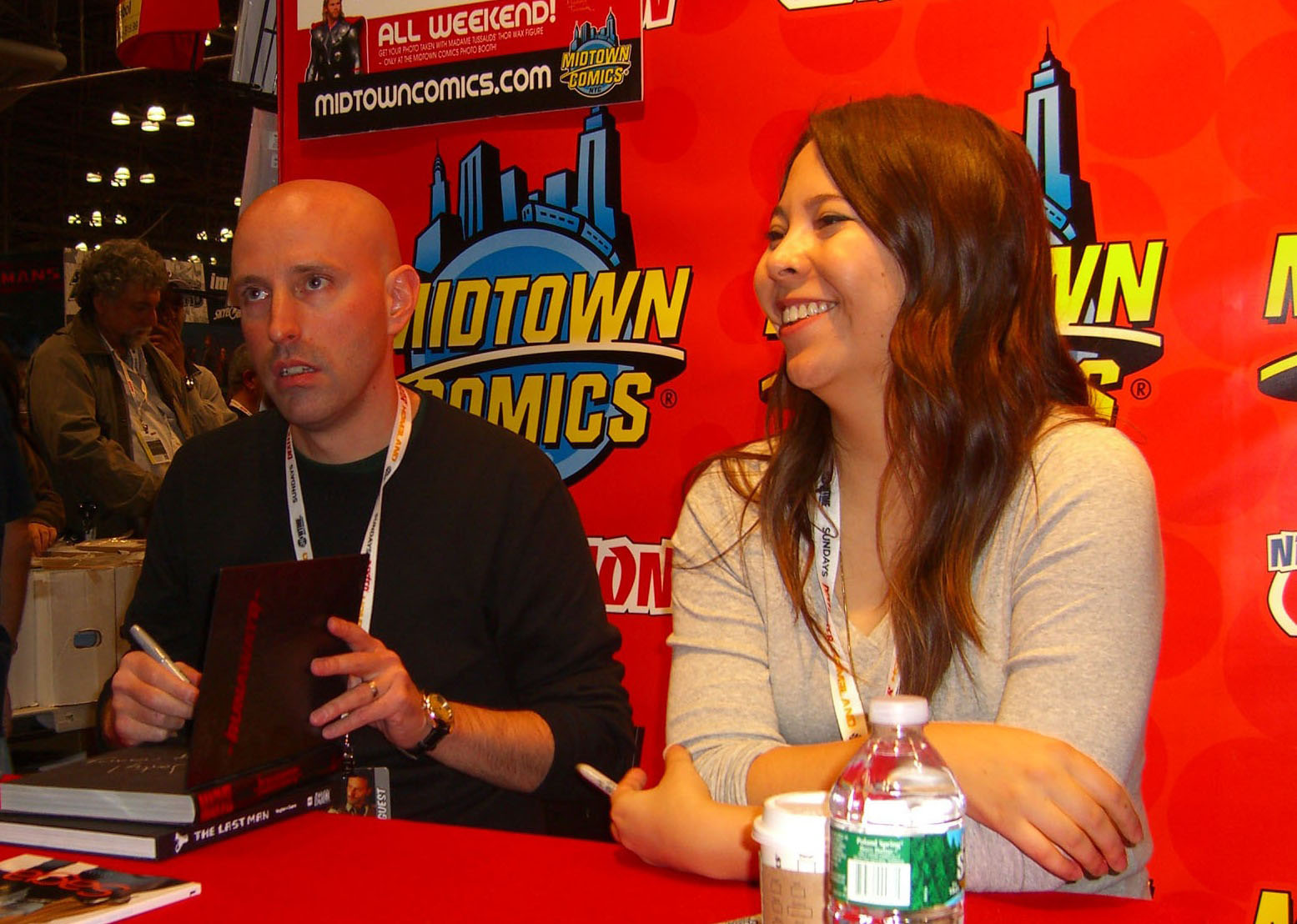
Staples e Brian K. Vaughan allo stand Midtown Comics al New York Comic Con 2012

Il lavoro di Staples su Saga ha ricevuto ampi consensi da numerosi revisori, con Ain't It Cool News che lo caratterizza come "glorioso", e PS Hayes di Geeks of Doom lodando la sua arte come "sorprendente", affermando: 
Alex Zalben di MTV Geek aveva previsto che i lettori si sarebbero "innamorati perdutamente" di esso, e Greg McElhatton di Comic Book Resources lo ha paragonato positivamente a quello di Leinil Francis Yu, in particolare il suo uso di linee delicate per inquadrare personaggi con grandi, figure audaci e la sua miscela di familiare e straniero insieme nei suoi disegni dei personaggi per creare un universo visivamente coeso. AICN ha individuato la gestione di Staples di grandi e ampie inquadrature spaziali e altri simboli di genere, così come la sua padronanza delle espressioni facciali, che secondo AICN era perfettamente adatta al sottile dialogo di Vaughan.
Nel 2015, Staples è stata votata come l'artista di fumetti numero 1 femminile di tutti i tempi dai lettori di Comic Book Resources.

## Premi e nomination
- Joe Shuster Award[18]
- Eisner Award[19]
- Harvey Award[20]
- Inkwell Award[21]
- Ringo Award[22]

| Anno | Premio                | Categoria                                     | Lavoro | Risultato  | Note   |
| ---- | --------------------- | --------------------------------------------- | --- | ---------- | ------ |
| 2010 | Eisner Awards         | Best Penciller/Inker or Penciller/Inker Team  | North 40 | Nominata   | [ 23 ] |
| 2011 | Joe Shuster Award     | Outstanding Comic Book Cover Artist           | Mystery Society #1-5, DV8: Gods and Monsters #1-8, Superman/Batman #79, Acts of Violence: An Anthology of Crime Comics, Magus #1  | Vincitrice | [ 24 ] |
| 2011 | Joe Shuster Award     | Outstanding Comic Book Artist                 | Mystery Society #1-5, Northlanders #29, Fringe: Tales from the Fringe #4                                                          | Nominata   | [ 24 ] |
| 2013 | Hugo Award            | Best Graphic Story                            | Saga, Vol. 1 (con Brian K. Vaughan)                                                                                               | Vincitrice | [ 25 ] |
| 2013 | Eisner Awards         | Best New Series                               | Saga (con Brian K. Vaughan) | Vincitrice | [ 26 ] |
| 2013 | Eisner Awards         | Best Continuing Series                        | Saga (con Brian K. Vaughan) | Vincitrice | [ 26 ] |
| 2013 | Harvey Award          | Best Artist                                   | Saga | Vincitrice | [ 27 ] |
| 2013 | Harvey Award          | Best Colourist                                | Saga | Vincitrice | [ 27 ] |
| 2013 | Harvey Award          | Best New Series                               | Saga (con Brian K. Vaughan) | Vincitrice | [ 27 ] |
| 2013 | Harvey Award          | Best Continuing/Limited Series                | Saga (con Brian K. Vaughan) | Vincitrice | [ 27 ] |
| 2013 | Harvey Award          | Best Issue/Story                              | Saga (con Brian K. Vaughan) | Vincitrice | [ 27 ] |
| 2013 | Harvey Award          | Best Cover Artist                             | Saga | Nominata   | [ 28 ] |
| 2013 | British Fantasy Award | Best Comic/Graphic Novel                      | Saga (con Brian K. Vaughan) | Vincitrice | [ 29 ] |
| 2013 | Joe Shuster Award     | Cover Artist                                  | Life with Archie #24B, Dark Horse Presents #10, Action Comics #15B, National Comics Madame X #1, Smoke and Mirrors #1B, Saga #1-8 | Nominata   | [ 30 ] |
| 2013 | Joe Shuster Award     | Artist                                        | Saga #1-8 | Nominata   | [ 30 ] |
| 2014 | Hugo Award            | Best Graphic Story                            | Saga, Vol. 2 (con Brian K. Vaughan)                                                                                               | Nominata   | [ 31 ] |
| 2014 | Hugo Award            | Best Professional Artist                      | | Nominata   | [ 31 ] |
| 2014 | Eisner Awards         | Best Continuing Series                        | Saga (con Brian K. Vaughan) | Vincitrice | [ 32 ] |
| 2014 | Eisner Awards         | Best Painter/Multimedia Artist (interior art) | Saga | Vincitrice | [ 32 ] |
| 2014 | Eisner Awards         | Best Cover Artist                             | Saga | Nominata   | [ 32 ] |
| 2014 | Harvey Award          | Best Artist                                   | Saga | Vincitrice | [ 33 ] |
| 2014 | Harvey Award          | Best Cover Artist                             | Saga | Vincitrice | [ 33 ] |
| 2014 | Harvey Award          | Best Continuing or Limited Series             | Saga (con Brian K. Vaughan) | Vincitrice | [ 33 ] |
| 2014 | Joe Shuster Award     | Artist                                        | Saga | Vincitrice | [ 34 ] |
| 2014 | Inkwell Awards        | All-in-One Award                              | Saga, Batman Beyond | Nominata   | [ 35 ] |
| 2015 | Eisner Awards         | Best Continuing Series                        | Saga (con Brian K. Vaughan) | Vincitrice | [ 36 ] |
| 2015 | Eisner Awards         | Best Penciller/Inker                          | Saga | Vincitrice |        |
| 2015 | Harvey Award          | Best Cover Artist                             | Saga | Vincitrice | [ 37 ] |
| 2015 | Harvey Award          | Best Artist                                   | Saga | Vincitrice | [ 37 ] |
| 2015 | Harvey Award          | Best Continuing or Limited Series             | Saga (con Brian K. Vaughan) | Vincitrice | [ 37 ] |
| 2015 | Inkwell Awards        | All-in-One Award                              | Saga | Vincitrice | [ 21 ] |
| 2016 | Harvey Awards         | Best Cover Artist                             | Saga | Vincitrice | [ 38 ] |
| 2016 | Harvey Awards         | Best Artist                                   | Saga | Vincitrice | [ 38 ] |
| 2016 | Harvey Awards         | Best Continuing or Limited Series             | Saga (con Brian K. Vaughan) | Vincitrice | [ 38 ] |
| 2016 | Harvey Awards         | Best New Series                               | Archie (con Mark Waid) | Nominata   | [ 39 ] |
| 2016 | Inkwell Awards        | All-in-One Award                              | | Nominata   | [ 40 ] |
| 2017 | Eisner Award          | Best Continuing Series                        | Saga (con Brian K. Vaughan) | Vincitrice | [ 41 ] |
| 2017 | Eisner Award          | Best Penciller/Inker                          | Saga | Vincitrice | [ 41 ] |
| 2017 | Eisner Award          | Best Cover Artist                             | Saga | Vincitrice | [ 41 ] |
| 2017 | Ringo Award           | Best Artist or Penciller                      | | Vincitrice | [ 22 ] |
| 2018 | Hugo Awards           | Best Graphic Story                            | Saga, Volume 7 (con Brian K. Vaughan)                                                                                             | Nominata   | [ 42 ] |
| 2019 | Ringo Awards          | Best Inker                                    | | Vincitrice | [ 43 ] |
| 2019 | Ringo Awards          | Best Cover Artist                             | | Vincitrice | [ 43 ] |

## Opere

### Lavoro interno
- Momenti salienti del 24 Hour Comics Day 2005: "Amphibious Nightmare" (About Comics, 2005)
- Done to Death (con lo scrittore Andrew Foley, serie limitata di 6 numeri, Markosia, luglio 2006-gennaio 2009)
- Button Man: "Book IV: The Hitman's Daughter" (colori, con lo scrittore John Wagner e l'artista Frazer Irving, nel 2000 AD # 1551-1566, 2007)
- Prova #6-8 (colori, con lo scrittore Alexander Grecian e disegni di Riley Rossmo, Image Comics, marzo-maggio 2008)
- The Secret History of the Authority: Hawksmoor (con lo scrittore Mike Costa, serie limitata di 6 numeri, Wildstorm, giugno 2008 - marzo 2009)
- Tales from the Black Museum: "The Incredible Teatime Torture Show" (colori, con lo scrittore Tony Lee e disegni di Vince Locke, in Judge Dredd Megazine #284, maggio 2009)
- North 40 (con lo scrittore Aaron Williams, serie limitata di 6 numeri, WildStorm, settembre 2009-febbraio 2010)
- Northlanders: The Sea Road (con lo scrittore Brian Wood, Vertigo, One shot, giugno 2010)
- Mystery Society (con lo scrittore Steve Niles, IDW Publishing, aprile 2010-in corso)
- Jonah Hex #66 (con lo scrittore Jimmy Palmiotti, DC Comics, One shot, aprile 2011)
- Saga (con lo scrittore Brian K. Vaughan, Image Comics, in corso, 14 marzo 2012 – presente)
- Archie (con lo scrittore Mark Waid, Archie Comics, #1-3, 2015)

### Copertine
- Sheena #2 Variante Cover (2007) #5 (2008)
- War Machine n. 5 (2009)
- DV8: Dei e mostri #1-8 (2010)
- Mago #1 (2010)
- Superman/Batman #79-80 (2010)
- Thunder Agenti #7-10 (2011)
- 30 giorni di notte #1 Variant cover (2011)
- Criminal Macabre / The Goon : When Freaks Collide One shot (2011)
- Dark Horse presenta #10 (2012)
- Fumetti nazionali : Madame X #1 (2012)
- Copertina variante n. 1 di Rat Queens[44]
- Fire and Stone #1 Variant Cover (2014)
- Chrononauts #1 Variant Cover (2015)
- The Wicked + The Divine #11 Variant Cover (2015)
- Archie #650
- Sex Criminals #16 XXX Variante copertina (2017)
- Labirinto di Jim Henson : Incoronazione #1-12 (2018-2019)